# Караїмська кухня

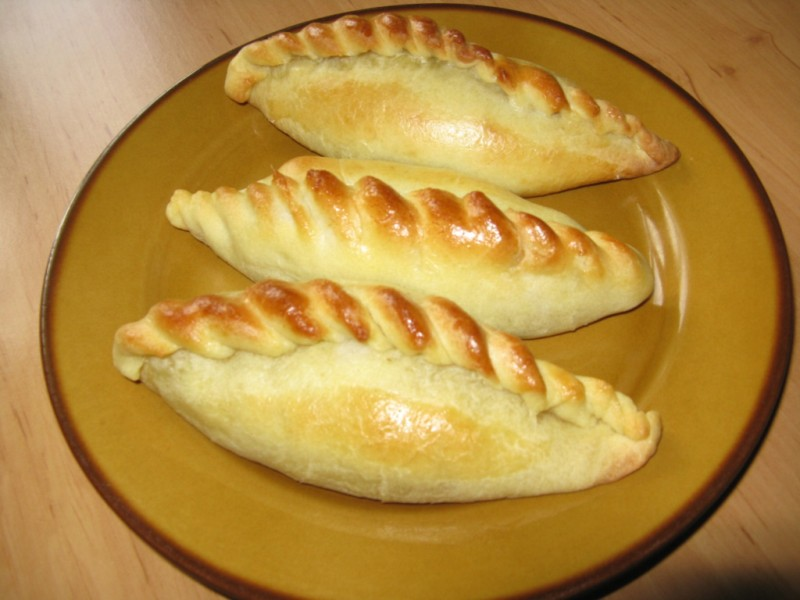
Кибини — пиріжками у формі півмісяця, найвідоміша караїмська страва

Караїмська кухня — національна кухня караїмів (караїв). Вони вважаються одним з найдавніших народів, що проживає на території України. Традиції караїмської кухні сягають хозарського періоду (VIII—X ст.). Ставлення караїмів до своєї національної кухні знайшло відображення в прислів'ї: «Їжу, яку не споживає мій батько, і я не споживаю» (караїмською: «Бабам ашам ашни мен де ашам»). 
Рецепти караїмських страв типові для скотарів-кочівників та землеробів. Вони передавалися від покоління до покоління і дійшли до наших днів. У караїмів приготуванням їжі завжди було в пошані. Існує навіть повір'я: якщо господиня буде часто готувати святкові страви і їх спробує багато людей, то це принесе їй щастя. Деякі з караїмських прізвищ пов'язані з кулінарією: Екмекчі (пекар), Пастак (кашовар) тощо.

## Особливості караїмської кухні
Особливість караїмської кухні полягає у вживанні різних видів баранини та поєднанні їх з тістом. Традиції приготування деяких м'ясних страв треба шукати в кочовому побуті: сиру баранячу ногу прив'язували до сідла, на сонці та вітрі м'ясо в'ялилося, перетворюючись на какач. Баранячі ніжки і язички в'ялили на повітрі в затінку.

## Відомі страви
Найвідоміша страва і кулінарна візитівка караїмів — караїмські пиріжки з м’ясом баранини (ет айакълакъ). У родинах караїмів використовуються різні рецепти цієї страви. Згідно з автентичним рецептом караїмських пиріжків для виготовлення листкового тіста використовується курдючний жир, а для начинки — рублене сире бараняче м’ясо. Характерні особливості караїмських пиріжків — хрустке тісто та соковита начинка. Існує навіть караїмська приказка: «Гарна господиня з тіста і м’яса спече пиріжок, а погана – з тіста зробить коржик, а м’ясо підсмажить» (караїмською: «Хатининъ онъмази унни комеч, етни кебаб етер»). У багатих сім’ях начинку для пиріжків робили тільки з м’яса, у бідних – до м'яса додавали картоплю. 
До холодних закусок караїмської кухні відноситься язма — холодний суп на кефірі, в які додають тертий огірок, дрібно шинковані зелену цибулю, кінзу, кріп, дрібно нарізаний часник. Язму подають до чебуреків, мантів або м'ясних страв.
На друге караїми пригощають начиненими м’ясним фаршем помідорами та перцем – «помадор вебюбер долма», а також «сарму» — виноградне листя, в яке загортають м’ясний фарш з рисом. Сарму їдять гарячою, обов’язково з катиком.

## Солодощі
У караїмській кухні багато солодощів. Караїми завжди займалися бортництвом, тому в рецептах солодких страв багато меду. Волоські горіхи теж дуже популярні у караїмів — від варення із зелених горіхів до головної складової частини десертів.
- Кӱльче ― святкова випічка.
- Акъалва ― біла халва з цукру та горіхів. Яєчні білки збивають до густої піни, з цукру готують сироп, додають трохи лимонної кислоти та варять в мідному тазу, постійно помішуючи. Опісля всипають смажені горіхи чи абрикосові кісточки. Зварену халву розкочують невеликими коржами або ріжуть на шматочки й завертають у пергаментний папір.

- Хамур-долма («вушка») ― вироби з тіста й фаршу. Повинні бути маленькими, акуратно зліпленими, обов’язково з невеликою дірочкою, через яку у вушка надходить бульйон, щоб начинка швидше варилася й стала соковитішою. Начинка зазвичай готується з молодої жирної баранини. З баранячих кісточок вариться бульйон, у якій додається томатна паста або свіжі помідори. Вушка завжди їдять гарячими, з катиком – кислим молоком, виробленим особливим способом. Хамур-долма є настільки важливою й улюбленою стравою, що раніше, коли сватали караїмську наречену, вона повинні була показати своє вміння її готувати. Вушка ліпилися маленькими, завбільшки з наперсток.
- Къаймакъ ― солодка страва з молочної пінки та трояндового варення[3].